# 高倉下
高倉下（たかくらじ、生没年不詳）は、古代日本の人物で尾張連の遠祖。夢で見た神託により、神武天皇に霊剣布都御魂をもたらした。別名で天香山命とも。

## 神話の記述

### 記紀
『古事記』、『日本書紀』によれば、神武天皇とその軍は東征中、熊野で熊または悪神の毒気により倒れた。しかし、高倉下が剣をもたらすと覚醒したという。高倉下がこの剣を入手した経緯は次のようなものである。高倉下の夢の中で、天照大御神と高木神が、葦原中国が騒がしいので建御雷神を遣わそうとしたところ、建御雷神は「自分がいかなくとも、国を平定した剣があるのでそれを降せばよい」と述べ、高倉下に「この剣を高倉下の倉に落とし入れることにしよう。お前は朝目覚めたら、天津神の御子に献上しろ」と言った。そこで高倉下が目覚めて倉を調べたところ、はたして本当に倉の中に剣が置いてあったため、それを献上したのである。この剣は佐士布都神といい、甕布都神とも布都御魂ともいい、石上神宮に祀られている。

### 先代旧事本紀
『先代旧事本紀』巻5天孫本紀では、物部氏の祖神である饒速日命の子で尾張連らの祖天香語山命（彌彦神社の御祭神）の割註に「天降り以後の名は手栗彦命または高倉下命である」としている。その後『日本書紀』と同様の内容が記述される。

## 系図史料の記述

### 海部氏勘注系図
『海部氏系図』の「勘注系図」においては、始祖彦火明命の児天香語山命の註に、大屋津比賣命を娶り高倉下を生んだと記述されている。始祖の孫（天香語山命の子にあたる）天村雲命の弟として、“弟熊野高倉下　母大屋津比賣命”と表記されている。

## 解説
「高倉下」という名前は「高い倉の主」の意である。
布都御魂が祀られている石上神宮は、物部氏に関係の深い神社である。
神倉神社及び熊野速玉大社の神倉宮に祀られているほか、三重県伊賀市（旧上野市）西高倉の高倉神社などに祀られている。
高倉神社（三重県伊賀市）は高倉下命の七代の後の子孫である倭得玉彦命がこの地に移り住んで高倉下命を祖神として祭祀した事を起源とする社である。
なお、高倉下命はしばしば天香語山命と同一神であると解釈されるが、粟田寛は『国造本紀考』（明治36年）38ページで天香語山命が高倉下命とは信じられないとする。